# Беэкман, Эме Артуровна
Э́ме Артуровна Бе́экман (эст. Aimée Beekman, имя по документам — Эмэ, урождённая Малла; род. 20 апреля 1933, Таллин) — эстонская писательница, драматург, киносценарист и литературная переводчица. Заслуженный писатель Эстонской ССР (1978).

## Биография
Окончила ВГИК (1956).
Печататься начала с 1964 года. Лауреат Государственной премии Эстонской ССР.

## Творчество
В своих произведениях поднимала вопросы истинных человеческих ценностей; выступала против духовной нищеты, потребительского отношения к жизни. Для придания силы своему слову нередко прибегала к гротеску.

### Фантастика
Обращалась к фантастике в своих философских романах-антиутопиях. Один из таких романов «Шарманка» (эст. 1970; рус. 1974) — сатирический гротеск о бюрократии, а также семейных и сексуальных нравах близкого будущего. Другой её роман, «Свободный бег» (эст. 1982; рус. 1986 — «Гонка») — притча на тему научного прогресса.
Лауреат Литературной премии Эстонской ССР имени Юхана Смуула (1971).

## Личная жизнь
Эме Беэкман была женой эстонского писателя и литературного переводчика Владимира Беэкмана (1929—2009).

## Произведения
- 1961 — Парни одной деревни (киносценарий)
- 1964 — «Маленькие люди»
- 1967 — «Стая белых ворон»
- 1968 — «Глухие бубенцы»
- 1971 — «Час равноденствия»
- 1972 — «Старые дети»
- 1974 — «Чертоцвет»
- 1975 — «Листопад»
- 1978 — «Возможность выбора»
- 1980 — «Нетри»
- 1985 — «Трилогия о Мирьям»
- 1986 — «Гонка»
- 1989 — «Возможность отречения»

## Экранизации
- «Регина» — фильм 1990 года режиссёра Кальё Кийска по роману «Возможность выбора»